# 阿納斯塔西婭·斯米爾諾娃
阿納斯塔西婭·斯米爾諾娃（俄语：Анастасия Смирнова，2002年8月31日—），俄羅斯自由式滑雪運動員，她代表俄羅斯奧林匹克委員會隊參加了中國舉行的2022年冬季奧林匹克運動會，並且在女子雪上技巧比賽上獲得銅牌。